# Наші відносини (фільм, 1936)
Наші відносини (англ. Our Relations) — американська кінокомедія режисера Гаррі Лачмана 1936 року.

## Сюжет
До Стенлі і Олівера, приїжджають давно втрачені брати-близнюки, моряки Альф і Берт, які прибувають в місто з цінним товаром, кільце перлини. Всі чотири брата беруть участь в сутичках з бандою хуліганів, які намагаються викрасти перлину.

## У ролях
| - Стен Лорел — Стен Лорел / Альф Лорел - Олівер Харді — Олівер «Олі» Харді / Берт Харді - Алан Хейл — Джо Гроган - Сідні Толер — капітан корабля - Дафна Поллард — місіс Дафні Харді - Бетті Хілі — місіс Бетті «Бульбашка» Лорел - Джеймс Фінлейсон — Фінн - головний інженер - Іріс Адріан — Еліс - Лона Андре — Лілі - Ральф Гарольд — головний бандит - Ноель Медісон — гангстер в клубі - Артур Хаусман — п'яний - Ерні Александр — клієнт в барі - Гаррі Аррас — клієнт в барі - Джонні Артур — офіцер поліції - Гертруда Естор — клієнт в барі - Чарльз А. Бачман — офіцер поліції | - Джей Беласко — клієнт в барі - Гаррі Бернард — офіцер поліції - Джо Бордо — чоловік на причалі - Ед Бранденбург — клієнт в барі - Джеррі Бреслін — клієнт в барі - Банні Бронсон — клієнт в барі - Семмі Брукс — клієнт в барі - Ірма Кампанаро — клієнт в барі - Тоні Кампанаро — клієнт в барі - Поллі Чейз — клієнт в барі - Еліс Кук — клієнт в барі - Болдвін Кук — клієнт в барі |